# Чемпионат России по русским шашкам среди мужчин
Чемпионат России по русским шашкам среди мужчин — ежегодное соревнование по шашкам, которое проводится под эгидой Федерации шашек России (ФШР) с 1992 года и включено в Единый календарный план Минспорта РФ. В зависимости от количества участников и заранее утверждённого формата соревнования проводятся по швейцарской системе или по круговой системе. Звания и медали разыгрываются в трёх программах: с классическим контролем времени (основная программа или классика), с быстрым контролем времени (быстрая программа, или быстрые шашки, или рапид) и молниеносным контролем времени (молниеносная программа или блиц).
На чемпионате СССР 1984 года впервые была применена жеребьёвка первых ходов. Эта практика сохранилась и в первых чемпионатах России. В конце 90-х годов чемпионат стал вновь проводиться по «классическим русским шашкам», то есть без жеребьёвки начальных ходов и позиций. Микроматч состоял из 4 партий с контролем времени 45 минут до конца партии.
В мужском чемпионате России 2004 года была применена жеребьёвка первого хода белых, позаимствованная из женских турниров ФМЖД. В 2008 году система жеребьёвки была расширена — стала проводиться жеребьёвка не только первого хода белых, но и чёрных.
До распада СССР проводились чемпионаты РСФСР, других союзных республик, а также чемпионаты Ленинграда и Москвы.
Победители этих чемпионатов получали право играть в полуфиналах чемпионата СССР.

## Призёры

### Классическая программа
| Дата | Место           | Золото                                                         | Серебро                               | Бронза                                                                   | Формат                                                                                      |
| 1992 | Солнечногорск   | Михаил Фёдоров Нижний Новгород Владимир Свечников Киров        | -----                                 | Владимир Скрабов Ярославль                                               | швейцарская система (1й этап) 9 туров 24 участника круговая система (2й этап) 10 финалистов |
| 1993 | Солнечногорск   | Михаил Фёдоров Нижний Новгород Владимир Лангин Санкт-Петербург | -----                                 | Юрий Королёв Самара                                                      | круговая система (1й этап) 3 группы по 9 участников круговая система (2й этап) 9 финалистов |
| 1994 | Самара          | Юрий Королёв Самара                                            | Александр Цопа Тула                   | Олег Дашков Самара                                                       | круговая система                                                                            |
| 1995 | Нижний Новгород |                                                                |                                       |                                                                          |                                                                                             |
| 1996 | Пермь           | Иван Токусаров Евгений Степанов                                |                                       |                                                                          | швейцарская система (1й этап) 30 участников 7 туров                                         |
| 1997 | Якутск          | Иван Токусаров Ярославль                                       | Александр Буров                       | Олег Дашков                                                              |                                                                                             |
| 1998 | Адлер           | Владимир Скрабов Ярославль                                     | Андрей Калачников Москва              | Владимир Свечников Киров Пётр Юмшанов Екатеринбург                       | швейцарская система (1й этап) ?? участников круговая система (2й этап) 8 финалистов         |
| 1999 | Адлер           | Владимир Скрабов Ярославль                                     | Евгений Степанов Омск                 | Юрий Кириллов Нижний Тагил                                               | швейцарская система 11 туров                                                                |
| 2000 | Адлер           | Владимир Скрабов Ярославль Михаил Горюнов Санкт-Петербург      | -----                                 | Дмитрий Цинман Казань Александр Азаров Якутия Юрий Кириллов Нижний Тагил | швейцарская система (1й этап) 46 участников круговая система (2й этап) 8 финалистов         |
| 2001 | Адлер           | Владимир Скрабов Ярославль                                     | Олег Дашков Самара                    | Пётр Чернышёв Челябинск                                                  | швейцарская система 11 туров 52 участника                                                   |
| 2002 | Адлер           | Олег Дашков Самара Евгений Степанов Ханты-Мансийск             | --------                              | Владимир Скрабов Ярославль Андрей Калачников Москва                      |                                                                                             |
| 2003 | Адлер           | Антон Созинов Екатеринбург                                     | Владимир Скрабов Ярославль            | Кирилл Чулков Москва                                                     |                                                                                             |
| 2004 | Адлер           | Владимир Скрабов Ярославль                                     | Антон Созинов Екатеринбург            | Дмитрий Цинман Казань                                                    |                                                                                             |
| 2005 | Адлер           | Владимир Скрабов Ярославль                                     | Олег Дашков Самара                    | Николай Абациев Москва                                                   |                                                                                             |
| 2006 | Адлер           | Олег Дашков Самара                                             | Дмитрий Цинман Казань                 | Николай Абациев Москва                                                   | швейцарская система 12 туров 82 участника                                                   |
| 2007 | Адлер           | Антон Беликов Орск                                             | Владимир Скрабов Ярославль            | Олег Дашков Самара                                                       |                                                                                             |
| 2008 | Адлер           | Олег Дашков Самара                                             | Владимир Скрабов Ярославль            | Владимир Егоров Тула                                                     | швейцарская система 11 туров 69 участников                                                  |
| 2009 | Адлер           | Кирилл Чулков Москва                                           | Гаврил Колесов Мирный                 | Олег Дашков Самара                                                       | швейцарская система 11 туров 76 участников                                                  |
| 2010 | Адлер           | Гаврил Колесов Мирный                                          | Владимир Скрабов Ярославль            | Юрий Королёв Орёл                                                        |                                                                                             |
| 2011 | Адлер           | Олег Дашков Самара                                             | Гаврил Колесов Мирный                 | Владимир Скрабов Ярославль                                               |                                                                                             |
| 2012 | Адлер           | Гаврил Колесов Мирный                                          | Олег Дашков Самара                    | Мажит Саршаев Астраханская область                                       | швейцарская система (1й этап) 9 туров олимпийская система (2й этап) 62 участника            |
| 2013 | Лоо             | Николай Стручков Якутия                                        | Владимир Егоров Тула                  | Олег Дашков Самара                                                       | швейцарская система в 2 этапа 9 туров + 7 туров 46 участников                               |
| 2014 | Лоо             | Александр Буров Нижний Новгород                                | Николай Гуляев Якутск                 | Николай Макаров Ступино                                                  | швейцарская система в 2 этапа 9 туров + 7 туров 39 участников                               |
| 2015 | Лоо             | Гаврил Колесов Мирный                                          | Баир Ринчинов Улан-Удэ                | Антон Созинов Екатеринбург                                               | швейцарская система 12 туров 57 участников                                                  |
| 2016 | Лоо             | Гаврил Колесов Мирный                                          | Юрий Королёв Ступино                  | Александр Буров Нижний Новгород                                          | швейцарская система 11 туров 44 участника                                                   |
| 2017 | Лоо             | Олег Дашков Самара                                             | Николай Стручков Якутск               | Андрей Федотов Якутск                                                    | швейцарская система 11 туров 46 участников                                                  |
| 2018 | Лоо             | Денис Шогин Казань                                             | Гаврил Колесов Якутия                 | Николай Стручков Якутск                                                  | швейцарская система 11 туров 55 участников                                                  |
| 2019 | Лоо             | Николай Макаров Ступино                                        | Сергей Белошеев Евпатория             | Андрей Федотов Якутск                                                    | швейцарская система 11 туров 60 участников                                                  |
| 2020 | Покровское      | Гаврил Колесов Якутия                                          | Роман Щукин Санкт-Петербург           | Андрей Кригер Орск                                                       | швейцарская система 11 туров 49 участников                                                  |
| 2021 | Лоо             | Роман Щукин Санкт-Петербург                                    | Николай Макаров Московская область    | Олег Дашков Самарская область                                            | швейцарская система 11 туров 49 участников                                                  |
| 2022 | Лоо             | Николай Стручков Якутия                                        | Сергей Белошеев Республика Крым       | Баир Ринчинов Бурятия                                                    | швейцарская система 11 туров 77 участников                                                  |
| 2023 | Покровское      | Дамир Рысаев Татарстан                                         | Гаврил Колесов Якутия                 | Роман Щукин Санкт-Петербург                                              | швейцарская система 11 туров 68 участников                                                  |
| 2024 | Покровское      | Гаврил Колесов Якутия                                          | Александр Гетманский Тульская область | Николай Гуляев Якутия                                                    | швейцарская система 11 туров 55 участников                                                  |

### Быстрая программа (рапид)
| Дата | Место      | Золото                                                | Серебро                              | Бронза                          | Формат                                     |
| 1997 | Якутск     |                                                       |                                      |                                 |                                            |
| 1998 | Адлер      | Михаил Горюнов Санкт-Петербург                        |                                      |                                 |                                            |
| 1999 | Адлер      | Михаил Горюнов Санкт-Петербург                        |                                      |                                 |                                            |
| 2000 | Адлер      | Михаил Горюнов Санкт-Петербург Евгений Степанов Омск  | -----                                | Николай Макаров Ступино         |                                            |
| 2001 | Адлер      | Николай Абациев Москва                                | Евгений Степанов Омск                | Михаил Горюнов Санкт-Петербург  |                                            |
| 2002 | Адлер      |                                                       |                                      |                                 |                                            |
| 2003 | Адлер      | Михаил Горюнов Санкт-Петербург                        | Пётр Юмшанов                         | Владимир Скрабов Ярославль      |                                            |
| 2004 | Адлер      | Муродулло Амриллаев Челябинск                         | Олег Дашков Самара                   | Владимир Скрабов Ярославль      |                                            |
| 2005 | Адлер      | Олег Дашков Самара                                    | Николай Абациев Москва               | Дмитрий Цинман Казань           |                                            |
| 2006 | Адлер      |                                                       |                                      |                                 |                                            |
| 2007 | Адлер      | Олег Дашков Самара Убуша Ангряев Астраханская область |                                      | Владимир Скрабов Ярославль      |                                            |
| 2008 | Адлер      | Олег Дашков Самара                                    | Дмитрий Цинман Казань                | Владимир Егоров Тула            |                                            |
| 2009 | Адлер      | Олег Дашков Самара                                    | Гаврил Колесов Мирный                | Владимир Скрабов Ярославль      | швейцарская система 11 туров 80 участников |
| 2010 | Адлер      | Олег Дашков Самара                                    | Гаврил Колесов Мирный                | Андрей Калачников Москва        |                                            |
| 2011 | Адлер      | Юрий Королёв Орёл                                     | Олег Дашков Самара                   | Владимир Скрабов Ярославль      |                                            |
| 2012 | Адлер      | Гаврил Колесов Мирный                                 | Мажит Саршаев Астраханская область   | Олег Дашков Самара              | швейцарская система 11 туров 64 участника  |
| 2013 | Лоо        | Олег Дашков Самара                                    | Гаврил Колесов Мирный                | Николай Гермогенов Якутск       | швейцарская система 9 туров 52 участника   |
| 2014 | Лоо        | Василий Прокопьев Якутск                              | Николай Гуляев Якутск                | Николай Макаров Ступино         | швейцарская система 9 туров 45 участников  |
| 2015 | Лоо        | Гаврил Колесов Мирный                                 | Николай Стручков Якутск              | Николай Гуляев Якутск           | швейцарская система 9 туров 57 участников  |
| 2016 | Лоо        | Гаврил Колесов Мирный                                 | Сергей Белошеев Евпатория            | Николай Стручков Якутск         | швейцарская система 9 туров 55 участников  |
| 2017 | Лоо        | Гаврил Колесов Мирный                                 | Сергей Белошеев Евпатория            | Николай Гуляев Якутск           | швейцарская система туров 46 участников    |
| 2018 | Лоо        | Олег Дашков Самара                                    | Янис Сафин Ишимбай                   | Антон Беликов Челябинск         | швейцарская система 9 туров 47 участников  |
| 2019 | Лоо        | Гаврил Колесов Якутск                                 | Владимир Егоров Тула                 | Сергей Белошеев Евпатория       | швейцарская система 9 туров 53 участника   |
| 2020 | Покровское | Владимир Скрабов Ярославская область                  | Николай Стручков Якутия              | Баир Ринчинов Бурятия           | швейцарская система 9 туров 64 участника   |
| 2021 | Лоо        | Николай Гуляев Якутия                                 | Александр Ширяев Челябинская область | Роман Щукин Санкт-Петербург     | швейцарская система 9 туров 57 участников  |
| 2022 | Лоо        | Гаврил Колесов Якутия                                 | Дамир Рысаев Свердловская область    | Сергей Белошеев Республика Крым | швейцарская система 9 туров 78 участников  |
| 2023 | Покровское | Александр Георгиев Башкортостан                       | Роман Щукин Санкт-Петербург          | Гаврил Колесов Якутия           | швейцарская система 9 туров 82 участника   |
| 2024 | Покровское | Айсен Егоров Якутия                                   | Гаврил Колесов Якутия                | Роман Щукин Санкт-Петербург     | швейцарская система 10 туров 69 участников |

### Молниеносная программа (блиц)
| Дата | Место      | Золото                           | Серебро                           | Бронза                               | Формат                                     |
| 1997 | Якутск     |                                  |                                   |                                      |                                            |
| 1998 | Адлер      |                                  |                                   |                                      |                                            |
| 1999 | Адлер      |                                  |                                   |                                      |                                            |
| 2000 | Адлер      | Владимир Скрабов Ярославль       | Пётр Чернышёв Челябинск           | Николай Абациев Москва               |                                            |
| 2001 | Адлер      | Олег Дашков Самара               | Владимир Скрабов Ярославль        | Николай Абациев Москва               | круговая система 38 участников             |
| 2002 | Адлер      | Владимир Скрабов Ярославль       | Антон Беликов Орск                |                                      |                                            |
| 2003 | Адлер      | Дмитрий Цинман Казань            | Александр Савёнок Санкт-Петербург | Пётр Чернышёв Челябинск              |                                            |
| 2004 | Адлер      | Юрий Кириллов Нижний Тагил       | Николай Абациев Москва            | Олег Дашков Самара                   |                                            |
| 2005 | Адлер      | Юрий Кириллов Нижний Тагил       | Олег Дашков Самара                | Николай Абациев Москва               |                                            |
| 2006 | Адлер      | Юрий Кириллов Нижний Тагил       |                                   |                                      |                                            |
| 2007 | Адлер      | Владимир Егоров Москва           | Олег Дашков Самара                | Александр Георгиев Санкт-Петербург   |                                            |
| 2008 | Адлер      |                                  |                                   |                                      |                                            |
| 2009 | Адлер      | Владимир Егоров Тульская область | Дмитрий Цинман Казань             | Гаврил Колесов Мирный                | швейцарская система 11 туров 74 участника  |
| 2010 | Адлер      | Дмитрий Цинман Татарстан         | Михаил Горюнов Югра               | Артём Горбатюк Московская область    |                                            |
| 2011 | Адлер      | Олег Дашков Самара               | Гаврил Колесов Мирный             | Владимир Скрабов Ярославль           |                                            |
| 2012 | Адлер      | Гаврил Колесов Мирный            | Владимир Скрабов Ярославль        | Мажит Саршаев Астраханская область   | швейцарская система 12 туров 65 участников |
| 2013 | Лоо        | Олег Дашков Самара               | Гаврил Колесов Мирный             | Юрий Королёв Ступино                 | швейцарская система 9 туров 46 участников  |
| 2014 | Лоо        | Николай Гуляев Якутск            | Владимир Скрабов Ярославль        | Владимир Плаудин Москва              | швейцарская система 9 туров 48 участников  |
| 2015 | Лоо        | Гаврил Колесов Мирный            | Сергей Белошеев Евпатория         | Николай Стручков Якутск              | швейцарская система 11 туров 58 участников |
| 2016 | Лоо        | Николай Стручков Якутск          | Олег Дашков Самара                | Сергей Белошеев Евпатория            | швейцарская система 9 туров 55 участников  |
| 2017 | Лоо        | Олег Дашков Самара               | Сергей Белошеев Евпатория         | Николай Стручков Якутск              | швейцарская система 9 туров 51 участник    |
| 2018 | Лоо        | Гаврил Колесов Якутск            | Владимир Скрабов Ярославль        | Никита Славянов Москва               | швейцарская система 9 туров 72 участника   |
| 2019 | Лоо        | Сергей Белошеев Евпатория        | Матвей Недбайло Екатеринбург      | Гаврил Колесов Якутск                | швейцарская система 9 туров 56 участников  |
| 2020 | Покровское | Николай Стручков Якутия          | Муродулло Амриллаев Башкортостан  | Никита Славянов Москва               | швейцарская система 9 туров 70 участников  |
| 2021 | Лоо        | Роман Щукин Санкт-Петербург      | Сергей Белошеев Крым              | Гаврил Колесов Якутия                | швейцарская система 9 туров 58 участников  |
| 2022 | Лоо        | Николай Стручков Якутия          | Сергей Белошеев Республика Крым   | Александр Ширяев Челябинская область | швейцарская система 9 туров 84 участника   |
| 2023 | Покровское | Николай Гуляев Якутия            | Гаврил Колесов Якутия             | Николай Стручков Якутия              | швейцарская система 11 туров 94 участника  |
| 2024 | Покровское | Арсений Цынов Тульская область   | Иван Илясов Московская область    | Тимофей Проскурин Санкт-Петербург    | швейцарская система 11 туров 71 участник   |